# Tibetaanse theecultuur
De Tibetaanse theecultuur is later ontstaan dan de Chinese theecultuur en werd hier aanvankelijk sterk door beïnvloed. De eerste thee werd volgens de overleveringen tijdens de Chinese Tang-dynastie naar Tibet gebracht. Thee is tegenwoordig met afstand het belangrijkste alledaagse drankje van de Tibetanen en wordt als jak-boterthee of -melkthee gedronken.

## Geschiedenis

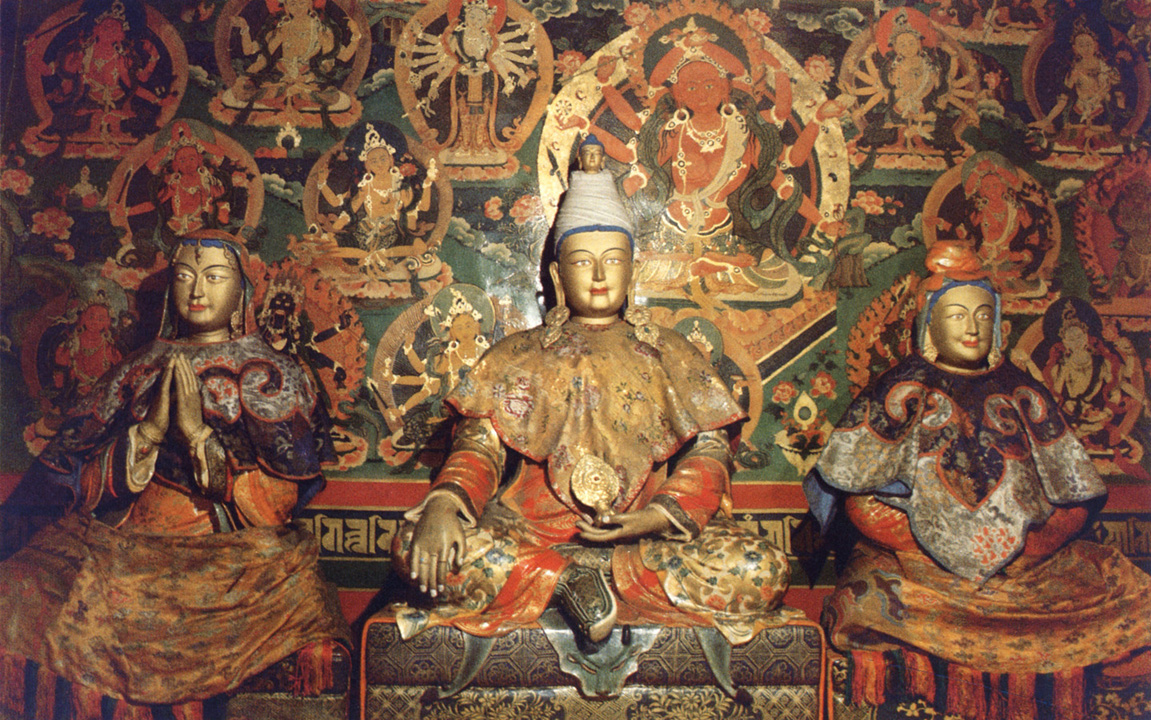
Songtsen Gampo met zijn gemalinnen Bhrikuti (l.) en Wencheng (r.)

Thee werd voor de 10e eeuw in Tibet geïntroduceerd, maar kwam pas in algemeen gebruik in de tijd van de sakyadominantie en de regering van Koeblai Khan in de 13e eeuw. Tijdens het vroege deel van de bestuur door de dalai lama's was de handel in thee een regeringsmonopolie en in de eerste helft van de 20e eeuw werd de handel steeds verder geopend.
Een andere lezing schrijft de introductie van thee in Tibet toe aan de Chinese prinses Wencheng die in het jaar 641 als vrouw van de heerser Songtsen Gampo naar het Tibetaanse hof kwam.
Er ontwikkelde zich een levendige handel met het Keizerrijk China, waarbij er een ruilhandel was van Tibetaanse paarden voor Chinese thee. De betreffende handelsroute werd de Thee-paardhandelsroute genoemd. Steden op deze route waren Lhasa, Sakya, Shigatse, Gyantse, Maldro Gongkar, Lharze en Ongren.
De gewoonte van theedrinken breidde zich in Tibet net als in China steeds verder uit over alle lagen van de bevolking. Daartoe droeg ook het boeddhisme bij, gezien monniken tijdens hun soms uren durende meditaties begonnen thee te drinken om wakker te blijven. Het Tibetaans boeddhisme ontwikkelde zich zelfstandig verder en bracht zo ook een eigen Theecultuur voort.
Thee gold als geschenk van Boeddha en is om die reden waardevol voor Tibetaanse boeddhisten. In de tempels van de Tibetaanse lama's gold thee als een heilige drank. In het boek Reis door het Tartarenrijk, Tibet en China dat rond 1800 verscheen werd een theeceremonie in een vergelijkbare tempel beschreven.
De theepotten en kopjes op het altaar met gouden schotels zijn allen van groene jade gemaakt en zien er zeer elegant uit. De Opperlama-tempel Kawenbamu presenteert zich op een bijzondere manier. ... Bij de grote theebijeenkomst wordt aan alle lama's van elke stichter thee uitgedeeld. ... Het inschenken van de thee wordt feestelijk gevierd. De lama's ... zitten in meerdere rijen ... en de stichter knielt op de grond en zingt een hymne. Wanneer de stichter rijk is, dan wordt de thee gemengd met toevoegingen zoals boter

## Bereiding

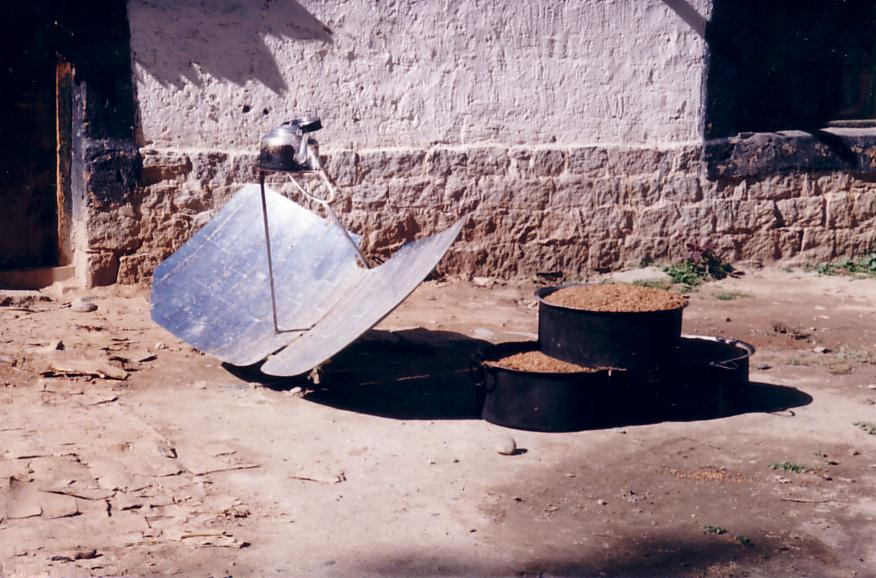
Theeketel op zonne-energie

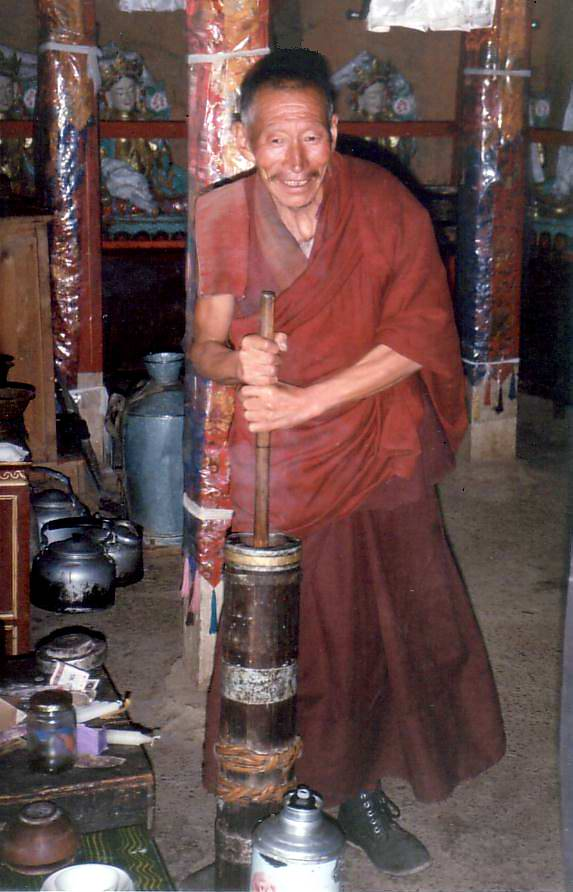
Karnende Tibetaanse monnik

Het belangrijkste drankje van Tibet is de boterthee die veel malen per dag wordt gedronken. Deze thee wordt met zout en boter bereid. De boterthee speelt voor de voeding in dit extreme klimaat een belangrijke rol gezien het voedend en verwarmend is. Bovendien stimuleert het de spijsvertering wat belangrijk is gezien Tibetanen overwegend jakvlees eten.
In de regel worden voor de dagelijkse theebereiding geen losse theebladen gebruikt, maar geperste theeblokken zoals die in Chinese School van de gezouten Poederthee tijdens de Tang-dynastie (618-907) gebruikelijk waren; ze komen uit de aangrenzende gebieden Sichuan en Yunnan. Deze blokken worden voor een deel tot poeder gestampt, in een met water gevulde ketel gedaan en gedurende lange tijd boven het vuur verhit. Zo ontstaat een concentraat dat in een groot lang houtvat gegoten en vervolgens met boter en zout vermengd wordt. Deze menging wordt daarna opnieuw in de ketel verhit, waarna de boterthee geserveerd wordt. Afhankelijk van de welstand van de gebruiker, zijn de theekopjes van jade, keramiek, zilver of - in de meeste gevallen - van hout gemaakt.
Melkthee wordt vooral gedronken in de steden en door nomaden die veeteelt in Tibet bedrijven. De thee wordt hiervoor eveneens in een ketel opgekookt, in dit geval met suiker en melk.
De melkthee is in Tibet pas sinds het begin van de 20e eeuw bekend. Deze bereiding werd door Tibetaanse moslims en Islamitische handelsreizigers meegenomen. In de jaren 20 werden de eerste theehuizen in de hoofdstad Lhasa geopend; deze waren echter voorbestemd aan de bovenste klassen van de bevolking en werden tot in de jaren 80 voornamelijk bezocht door mannen.

## Traditie
Traditioneel wordt thee als geste van vriendschap aan gasten geserveerd. Het is gebruikelijk deze thee in kleine slokjes te drinken en de kwaliteit van de smaak te prijzen. Zo gauw een gast zijn kopje ongeveer tot de helft leeg heeft, giet de gastheer/-vrouw verse thee bij.
Monniken in kloosters hebben hun eigen theeritueel. Elke morgen na de godsdienstoefening verzamelen ze zich om samen boterthee te drinken en het gerecht tsampa te eten. 's Middags verzamelen ze zich opnieuw voor het gebed en reciteren ze heilige geschriften, waarbij ze opnieuw thee drinken. 's Avonds is er opnieuw een samenkomst en ook dan bidden ze en drinken ze thee.